# Gunnar Rimmel
Gunnar Rimmel (* 31. Mai 1971 in Osterholz-Scharmbeck) ist ein deutsch-schwedischer Ökonom und Professor für Betriebswirtschaftslehre. Er ist seit 2017 Lehrstuhlinhaber für Rechnungswesen an der Fakultät für Wirtschaftsinformatik, Systeme und Rechnungswesen an der Henley Business School im Vereinigten Königreich Großbritannien.

## Leben
Von 1977 bis 1990 besuchte Gunnar Rimmel verschiedene Schulen in Norddeutschland. 1990 begann er an der Christian-Albrechts-Universität zu Kiel (CAU) zu studieren. Nach einem Austauschsemester 1994 in Göteborg wechselte er nach Schweden. Sein BWL-Studium und die Promotion bei Professor Olov Olson absolvierte er an der Handelshögskolan vid Göteborgs universitet.
Von 1999 bis 2002 war er Mitarbeiter am Viktoriainstitutet der Universität Göteborg. Von 2004 bis 2006 war er stellvertretender Leiter der Kompetenzgruppe für Externe Rechnungslegung und Unternehmensanalyse an der Handelshögskolan vid Göteborgs universitet und von 2006 bis 2011 Leiter dieser Kompetenzgruppe.
Von 2012 bis 2017 war Rimmel Lehrstuhlinhaber für Rechnungswesen an der Jönköping International Business School in Schweden. Seit dem Jahr 2017 ist Gunnar Rimmel Inhaber des Lehrstuhls für Rechnungswesen an der Henley Business School in Großbritannien.,2018 gründete Gunnar Rimmel das Forschungszentrum „Henley Centre for Accounting Research and Practice“ (HARP), dem er als Direktor vorsteht.
Er übernahm Gastforschungsaufträge als Visiting Scholar am Scandinavian Consortium for Organizational Research (SCANCOR), an der Stanford University in den USA,  der Kobe University (Japan), Sheffield School of Management (U.K.) oder dem Gothenburg Research Institute (Schweden).
Gunnar Rimmels Forschungsschwerpunkte sind Nachhaltigkeitsberichtserstattung (insbesondere Integrierte Berichterstattung), Bestandteile der nicht-finanziellen Information des externen Rechnungswesens und Internationales Rechnungswesen, insbesondere International Financial Reporting Standards (IFRS).
In der Europäischen Beratungsgruppe zur Rechnungslegung (European Financial Reporting Advisory Group, EFRAG) wurde Rimmel 2020 Mitglied in der Projektarbeitsgruppe des European Corporate Reporting Lab zur Berichterstattung über nicht finanzielle Risiken und Chancen und die Verknüpfungen zum Geschäftsmodell.

## Schriften (Auswahl)
- zus. mit Kristina Jonäll: Accounting Scandals – A Long Tradition in Sweden. In: Michael John Jones. (Hrsg.): Creative Accounting, Fraud and International Accounting Scandals. John Wiley & Sons, New York 2010, ISBN 978-0-470-05765-0, S. 359–378.
- zus. mit Kristina Jonäll: Chapter 14 – Corporate Bee Accountability among Swedish Companies. In: Jill Atkins, Barry Atkins (Hrsg.): The Business of Bees. An Integrated Approach to Bee Decline and Corporate Responsibility. Greenleaf Publishing, Sheffield 2016, ISBN 978-1-78353-435-7, S. 260–277.
- als Hrsg. zus. mit Kristina Jonäll (Hrsg.): Redovisningsteorier. (Accounting theories). Sanomautbildning, Schweden 2016, ISBN 978-91-523-1826-3.
- zus. mit Diogenis Baboukardos, Kristina Jonäll: Chapter 22 – Revival of the fittest? Intellectual Capital in Swedish companies. In: James Guthrie, John Dumay, Federica Ricceri, Christian Nielsen (Hrsg.): The Routledge Companion to Intellectual Capital. Oxon, Routledge 2017, ISBN 978-1-138228-214, doi:10.4324/9781315393100.ch22.
- als Hrsg.: Redovisning för hållbarhet. (Accounting for Sustainability). Sanomautbildning, Schweden 2018.